# Eicocon
Een eicocon of eierzak is een spinsel waarin zich de eieren bevinden van sommige geleedpotigen. Niet alleen spinnen maken een eicocon, ook sommige vlinders kunnen een pakketje eieren omwikkelen met spinachtige draad.  

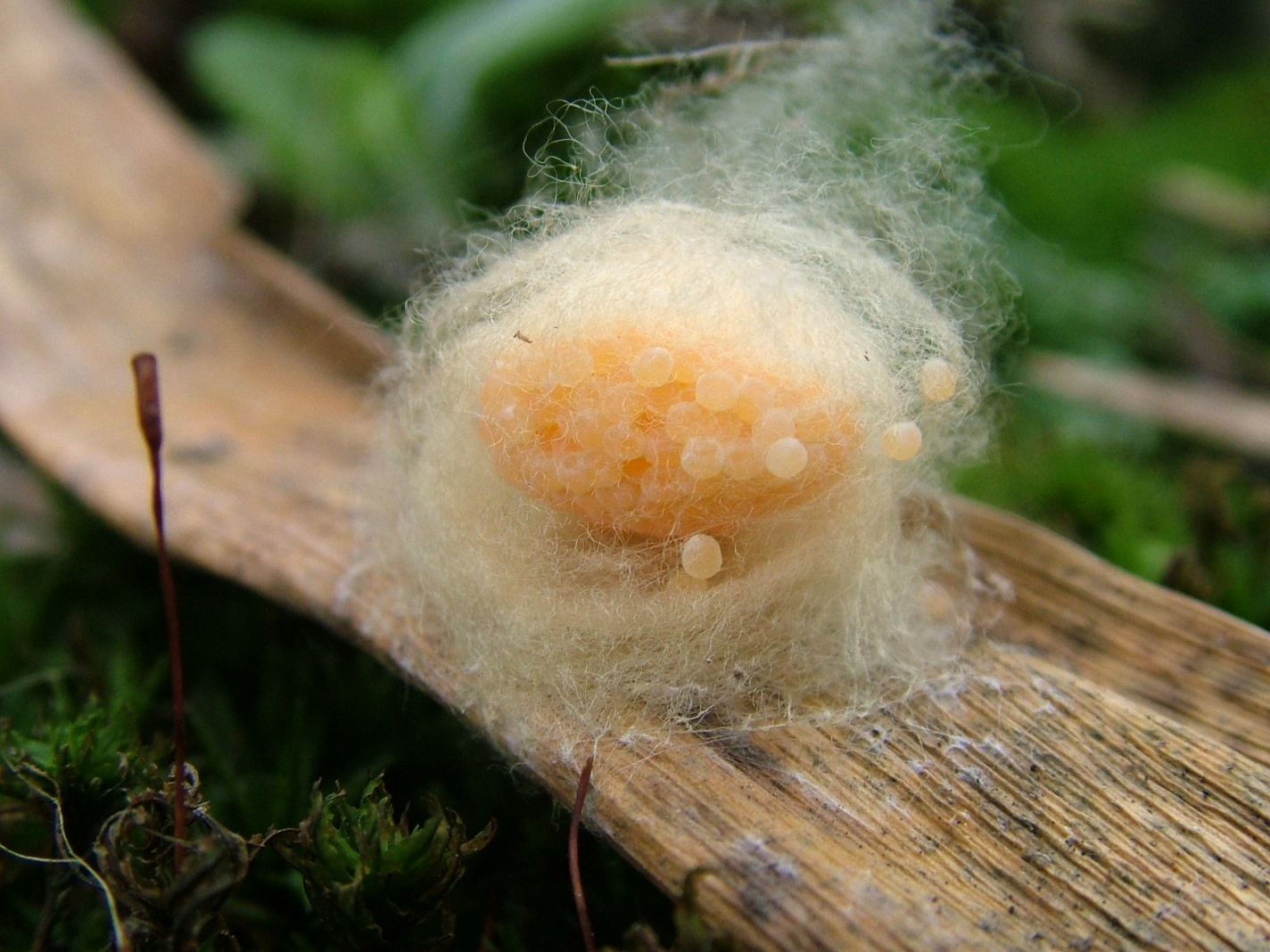
Eicocon van een spin

Ieder huis heeft wel ergens een naad of kier met daarin pluizige dotjes spinsel met meestal oranje of gele eitjes die overwinteren en in het voorjaar de vorm van een klontje krioelende spinnetjes aanneemt. Bij verstoring verspreiden ze zich om na enige tijd weer bij elkaar te komen. De spinnetjes leven de eerste weken voornamelijk van elkaar (kannibalisme), zo blijven de sterkste exemplaren over. Na enige tijd laten ze zich aan een draad wegzweven om een verder solitair leven te leiden.